# Šperky madam Castafiore
Šperky madam Castafiore (francouzsky Les Bijoux de la Castafiore) je dvacátá první komiksová kniha ze série Tintinova dobrodružství, kterou napsal belgický ilustrátor a autor komiksů Hergé.

## Děj
Na začátku příběhu zastihujeme kapitána Haddocka a Tintina na vycházce. Při ní kapitán povolí, aby se Romové, kteří byli městským úřadem posláni utábořit se na skládce, přestěhovali na jeho zámek Moulinsart. Druhý den kapitán zrovna probírá ranní korespondenci, když mu Tintin oznámí, že mu přišel dopis od milánské slavice Biancy Castafiore, ve kterém mu oznamuje, že za ním přijede. Datem jejího příjezdu je ale právě dnešek. Kapitán ji nesnáší, a tak rychle balí kufry a chce odjet do města Milán v Itálii. Už se mu to skoro podaří, ale uklouzne na rozbitém schodu, který měl opravit kameník pan Boule (čeká se až do konce příběhu, než konečně přijde). Přivolaný doktor zjistí, že si kapitán podvrtl kotník a natrhl vazy. Proto mu nohu dává do sádry, s níž musí zůstat několik týdnů v klidu a nesmí v žádném případě cestovat. Kapitán se tedy dočká příjezdu madam Castafiore, která si s sebou přiváží služebnou Irmu a hudebníka (klavíristu) pana Wagnera. Také Haddockovi daruje papouška Coca, který ho okamžitě klovne do prstu. Kapitán ho nemá rád, protože vše neustále opakuje. Mezitím přijedou Romové a utáboří se u zámku. Na návštěvu přijede i Serafín Lampion, který nabízí Castafiore pojistku na její šperky.
Na zámek přijedou novináři a chtějí udělat s Castafiore rozhovor. Madame se k Haddockovi celou dobu chová tak, že si z toho novináři okamžitě vyvodí svatbu. Pro jistotu se ještě zeptají Hluchavky, který je ale nedoslýchavý, a tak si myslí, že se baví o jeho nově vypěstovaném druhu růže, který je shodou okolností pojmenován Bianca.
Další den je tedy vše v novinách. Castafiore to nevadí, ale kapitán je velice pobouřen. Mezitím si Tintin všimne, že se pan Wagner chová podivně a navíc pořád jezdí do vesnice na kole. Tintin se ho na to tedy zeptá (čemuž předchází vniknutí do jeho pokoje) a pan Wagner se mu přizná, že už delší dobu chodí sázet. Po delší době je zase navštěvuje televize, do davu se vloudí i cizí fotograf z novin Tempo di Roma, které madam nesnáší, protože o ní napsaly že váží skoro „metrák“.
Během natáčení vypadne proud (díky čemuž se fotografovi z novin podaří pořídit fotku), vše se dá ale rychle do pořádku. Jenže když televize odjíždí, Castafiore zjistí, že jí někdo ukradl šperky. Zburcuje policii a okamžitě přijíždí známé duo detektivů Kadlec a Tkadlec. U výslechu si ale Castafiore vzpomene, že na špercích celou dobu seděla. Detektivové tedy uraženě odcházejí. Během noci se Madame probudí s křikem, protože prý v oknu viděla přízrak. Tintin však následujícího dne zjišťuje, že to byla jen sova.
Vše probíhá poklidně až do chvíle, kdy je Castafiore opravdu ukraden zelený smaragd. Kadlec a Tkadlec tedy přijíždějí a myslí si, že pachateli jsou cikáni. Tintin si to ale nemyslí a nakonec vyjde najevo, že má pravdu. Mezitím Castafiore odjíždí a kapitán je radostí bez sebe. Tintin zjistí, že šperky ukradla straka sídlící na stromě nedaleko od zámku. Kapitánovi se uzdravuje noha a tak jde na procházku. Když se vrátí zjistí, že byl schod opraven, ale nešťastnou náhodou uklouzne a schod znovu zničí.